# 箕面市立第五中学校
箕面市立第五中学校（みのおしりつ だいごちゅうがっこう）は、大阪府箕面市にある公立中学校。箕面市立病院に院内学級を設置し、長期入院中の生徒の教育にも取り組んでいる。なお、2023年度より生徒の多様性の観点から、標準服制度を導入し、制服着用を強制せず、私服の着用での登校を認めている。
かつては環境問題学習の中で、千里川の清掃活動に取り組んでいた。2002年にはその活動が認められ、大阪府知事から表彰を受けた。

## 沿革
- 1982年7月26日 - 箕面市稲413番地において起工式挙行。
- 1983年4月1日 - 箕面市立第二中学校中校舎15教室・2階2教室を仮住まいとして箕面市立第五中学校開校。
- 1983年4月8日 - 箕面市民会館において第一回入学式挙行。
- 1983年5月4日 - 標準服制定
- 1983年6月3日 - 校章制定
- 1983年8月26日 - 現在地に校舎完成。
- 1983年9月1日 - 現在地での授業を開始。
- 1983年9月14日 - 開校式を実施。この日を創立記念日とする。
- 1985年3月23日 - 校歌歌詞決定。
- 1985年4月1日 - 難聴学級を設置。
- 1985年12月14日 - 校歌発表会を挙行し、校歌制定。（作詞：原田喜久治/三原良子　作曲：北村朗）
- 1986年4月1日 - 情緒障害学級を設置。
- 1992年10月31日 - コンピュータ室完成
- 1995年4月1日 - ボランティア活動普及協力事業校の指定を受ける。
- 2002年　　　  - 千里川清掃活動において大阪府知事から表彰を受ける。
- 2022年　　　  - 標準服見直しの議論が始まる。
- 2022年11月14日　標準服着用での登校を強制せず、私服での登校を認める「レインボーウイーク」を実施

## 校区
- 箕面市立中小学校の校区全体。
- 箕面市立萱野小学校の校区の一部。

## 交通
- 阪急バス 「稲」より南東へ徒歩８分、または「芝西」「市立病院前」より南西へ徒歩８分。
- 阪急バス 「北緑丘小学校前」より北へ徒歩８分。
- 北大阪急行電鉄 箕面船場阪大前駅 西へ約1.2km。
- 阪急箕面線 牧落駅 南東へ約1.5km。